# Hans Bettembourg
Hansjörg Bettembourg, detto Hans (Neuruppin, 28 marzo 1944), è un ex sollevatore svedese.

## Palmarès
- Giochi olimpici

Monaco di Baviera 1972: bronzo nei pesi medio-massimi.
- Campionati mondiali

Monaco di Baviera 1972: bronzo nei pesi medio-massimi.